# القدس (فلم)
القدس (بالإنجليزية: Jerusalem) هو فيلم وثائقي تم انتاجه في الولايات المتحدة والمملكة المتحدة صدر سنة 2013.

## القصة
فيلم وثائقي عن مدينة القدس، يأخذ المشاهدين في رحلة ملهمة ومدهشة إلى مدينة من أقدم مدن العالم وأكثرها غموضا.

## الميزانية والإيرادات
حقق الفيلم ارباح تقدر بـ 7,970,045 مليون دولار امريكي.

## وصلات خارجية
- مقالات تستعمل روابط فنية بلا صلة مع ويكي بيانات